# Pseudologia fantastica
Per pseudologia fantastica (o mitomania o bugia patologica) si intende un'elaborazione intenzionale e dimostrativa di esperienze o eventi molto poco probabili e facilmente confutabili. In un lavoro del 2012 la psicologa Katie Elizabeth Treanor la definisce «l'abituale, prolungata e ripetuta produzione di mistificazioni, spesso di natura complessa e fantasiosa (...), bugie facilmente smascherabili che non vengono utilizzate per ottenere un tornaconto materiale o qualsivoglia vantaggio sociale, quanto per accrescere la propria autostima o proteggersi dal giudizio altrui». Spesso il paziente fa sue, come vissute, le esperienze che inventa di sana pianta. Il suo cervello elabora ricordi come se fossero momenti realmente vissuti.

## Caratteristiche
La pseudologia fantastica è una categoria nosografica ancora discussa in psichiatria, descritta per la prima volta da Anton Delbrück nel 1891, caratterizzata dal ricorso abituale alla bugia. Si ritrova in soggetti istrionici o psicopatici (i cosiddetti "bugiardi patologici") e può riguardare i più disparati eventi o argomenti (per esempio: luoghi diversi, avventure galanti, situazioni improbabili, ecc.), talora amplificati parossisticamente fino a raggiungere gradi altissimi di inverosimiglianza. Viene giudicata un prodotto diretto dell'immaginazione: non dipende pertanto dai deficit di memoria e non deve quindi essere confusa con le confabulazioni.
Caratteristiche principali della pseudologia fantastica sono le seguenti:
- le storie raccontate sono di solito avvincenti e fantasiose, ma non vanno mai oltre la realtà. La possibilità di verità è la chiave di sopravvivenza del bugiardo patologico. Non sono dovute a manifestazioni di depressione o ad una psicosi più ampia: durante il confronto il bugiardo patologico può ammettere che le storie non sono vere, anche se controvoglia;
- la tendenza ad inventare storie è cronica; non è provocata dalla situazione immediata o da pressioni sociali, ma più da un innato tratto della personalità;
- un motivo totalmente personale, e non esterno, serve a discernere la patologia clinicamente: es., situazioni pericolose o di stress possono indurre una persona a mentire ripetutamente, senza evidenza di un reale sintomo patologico;
- le storie raccontate tendono a dipingere come positiva la persona del narratore. Il bugiardo "decora la sua stessa persona" raccontando storie che lo presentano come eroe o come vittima. Per esempio, la persona si presenta nelle storie come estremamente coraggiosa, dice di conoscere persone importanti e famose, o dice di guadagnare più soldi di quanti ne guadagni in realtà.